# 乌登格赖
乌登格赖（羅馬化：Ūttaṅkarai）是印度泰米尔纳德邦克里希纳吉里县的一个城镇。总人口15393（2001年）。

## 人口
该地2001年总人口15393人，其中男性7991人，女性7402人；0—6岁人口1498人，其中男779人，女719人；识字率74.41%，其中男性为81.00%，女性为67.29%。